# نسل اول شبکه مخابرات سیار
نسل۱ (۱G) کوتاه شده برای عبارت نسل اول فناوری تلفن بیسیم است. این استاندارد شبکه آنالوگ است که در سال ۱۹۸۰ مطرح شد و تا هنگام جایگزینی با تلفن‌های دیجیتال نسل۲ ادامه داشت. تفاوت اصلی بین دو سیستم تلفن همراه، نسل۱ و نسل۲ این است که شبکه‌های نسل۱ از سیگنال‌های رادیویی آنالوگ استفاده می‌کردند در حالی که شبکه‌های نسل۲ از سیگنال‌های رادیویی دیجیتال استفاده می‌کنند.
گرچه هر دوی سیستم‌ها از سیگنال‌دهی دیجیتال برای اتصال به برج‌های رادیویی استفاده می‌کنند، بقیه سیستم تلفنی، تماس در نسل۲ به همان صورتِ نسل۱، سیگنال‌های دیجیتال رمزگذاری می‌شوند، با این تفاوت که نسل۱ در فرکانس‌های بالاتر مخابره می‌شود، معمولاً ۱۵۰MHz و بالاتر.
استاندارد شبیه این NMT (تلفن همراه شمالی) است که در کشورهای شمالی (و وابسته به شمال) از قبیل کشورهای شمالی، سوئیس، هلند، اروپای شرقی، و روسیه استفاده می‌شد. انواع دیگر شامل AMPS (سیستم تلفن همراه پیشرفته) در آمریکا، TACS (سیستم ارتباطی دسترسی کلی) که در بریتانیا، C-۴۵۰ در آلمان غربی، پرتغال و آفریقای جنوبی، Radiocom ۲۰۰۰ در فرانسه، و RTMI در ایتالیا. در ژاپن سیستم‌های گوناگونی وجود داشت. سه استاندارد TZ-۸۰۱، TZ-۸۰۲ و TZ-۸۰۳ توسط NTT توسعه یافت، که یک سیستم محاسباتی توسط DDI اجرا و توسط JTACS (سیستم ارتباطاتی دسترسی کلی ژاپن) استفاده شد.
پیش از فناوری نسل۱ تلفن رادیویی همراه یا نسل۰ وجود داشت.